# Linodochium hyalinum
Linodochium hyalinum är en svampart som först beskrevs av Marie Anne Libert, och fick sitt nu gällande namn av Franz Xaver von Höhnel 1909. Linodochium hyalinum ingår i släktet Linodochium, divisionen sporsäcksvampar och riket svampar.   Inga underarter finns listade i Catalogue of Life.